# Barbaque erat promissa
La locuzione latina Barbaque erat promissa, tradotta letteralmente, significa e la barba era lunga. (Cornelio Nepote, Datame, III).
La frase si cita volentieri quando si parla di un qualcosa ritenuto tanto noioso da far, in senso metaforico, crescere la barba.